# Мехово (Московская область)
Мехово — деревня в Сергиево-Посадском городском округе Московской области России, входит в состав сельского поселения Реммаш.

## Население
| 1835 | 1850 | 1857 | 1859 | 1895 | 1905 | 1926 | 2002 |
| ---- | ---- | ---- | ---- | ---- | ---- | ---- | ---- |
| 194  | ↘166 | ↗172 | ↘171 | ↘170 | ↗191 | ↗219 | ↘9   |
| 2006 | 2010 |      |      |      |      |      |      |
| ↘5   | ↘4   |      |      |      |      |      |      |

## География
Деревня Мехово расположена на севере Московской области, в западной части Сергиево-Посадского района, примерно в 66 км к северу от Московской кольцевой автодороги и 18 км к северу от станции Сергиев Посад Ярославского направления Московской железной дороги, между истоками рек Киселихи, Куньи и Перемойки.
В 19 км юго-восточнее деревни проходит Ярославское шоссе М8, в 5 км к юго-западу — Московское большое кольцо А108, в 24 км к западу — автодорога Р112. Ближайшие населённые пункты — посёлок Реммаш и село Иудино.
К деревне приписаны два садоводческих товарищества.

## История
В «Списке населённых мест» 1862 года — казённая деревня 2-го стана Александровского уезда Владимирской губернии по левую сторону Никольского просёлочного тракта от Никольского перевоза в Сергиевский посад, в 48 верстах от уездного города и 15 верстах от становой квартиры, при речке Сидоровке, с 29 дворами и 171 жителем (73 мужчины, 98 женщин).
По данным на 1895 год — деревня Ерёминской волости Александровского уезда с 170 жителями (80 мужчин, 90 женщин). Основным промыслом населения являлось хлебопашество, 14 человек уезжало в качестве фабричных рабочих на отхожий промысел.
По материалам Всесоюзной переписи населения 1926 года — деревня Лискинского сельсовета Ерёминской волости Сергиевского уезда Московской губернии в 2,7 км от Угличско-Сергиевского шоссе и 17,1 км от станции Сергиево Северной железной дороги; проживало 219 человек (102 мужчины, 117 женщин), насчитывалось 48 крестьянских хозяйств.
С 1929 года — населённый пункт Московской области в составе:
- Иудинского сельсовета Сергиевского района (1929—1930)[14],
- Иудинского сельсовета Загорского района (1930—1954)[15],
- Мишутинского сельсовета Загорского района (1954—1963, 1965—1991)[16][17],
- Мишутинского сельсовета Мытищинского укрупнённого сельского района (1963—1965)[16][17],
- Мишутинского сельсовета Сергиево-Посадского района (1991—1994)[17],
- Мишутинского сельского округа Сергиево-Посадского района (1994—2006)[18],
- сельского поселения Реммаш Сергиево-Посадского района (2006 — 2019)[19][20],
- сельского поселения Реммаш Сергиево-Посадского городского округа (2019—н.в.)